# Tambouras

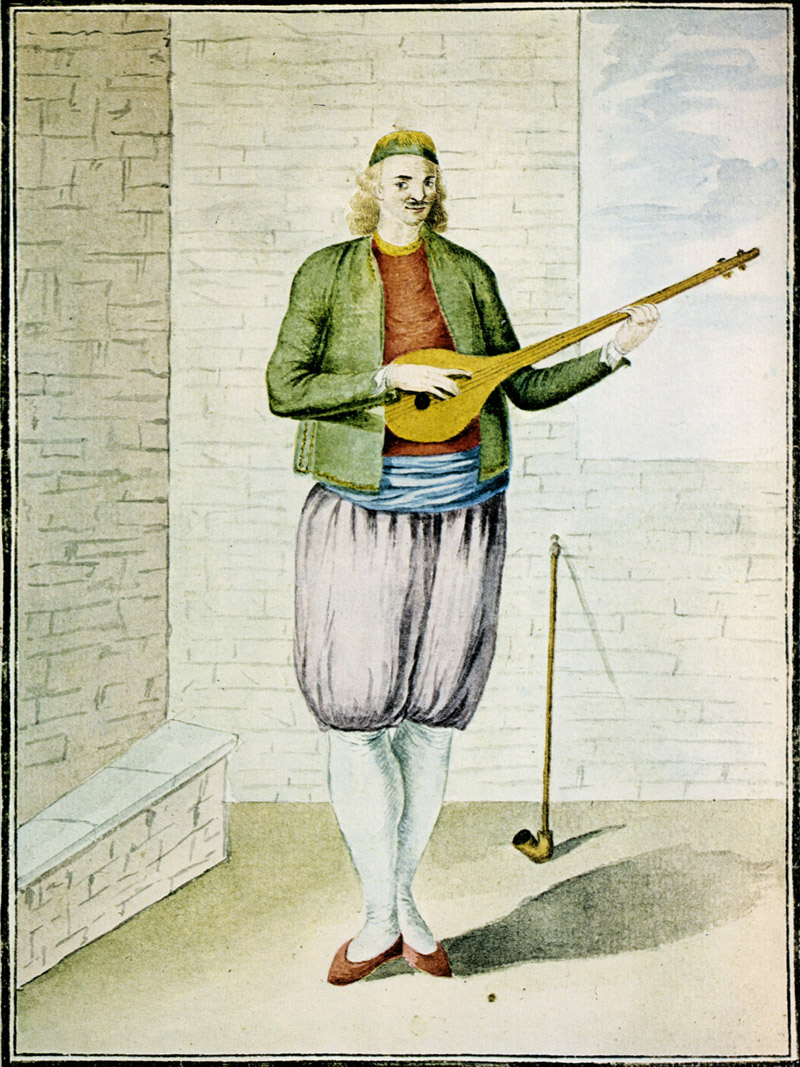
Ilustração do século XVIII mostrando um grego tocando tambouras

Tambouras (em grego ταμπουράς, transl. tamburás), em sentido genérico, é a designação grega de uma família de instrumentos de corda, e, em sentido estrito, de um determinado instrumento pertencente a esta família.
Em sentido genérico, tambourás designa para os gregos a família dos alaúdes de braço longo, como o saz turco, o tanbur, entre outros. Estes instrumentos têm como característica comum uma caixa de ressonância bojuda e um tampo plano, com ou se abertura, sobre o qual é apoiado um cavalete para sustentar as cordas. O braço destes instrumentos é sempre fino e longo, e possui trastes móveis, atados em espaços variáveis que permitem afinações em modos (com intervalos não temperados, maiores ou menores do que o semitom). O número de cordas não é sempre o mesmo, podendo ser duas, dois pares, três, três pares, dois pares e um trio. Predominam as três cordas (sejam elas em pares, simples ou em trios). As dimensões do instrumento também variam de acordo com a época e a região, podendo ultrapassar um metro de comprimento e também, às vezes, ser bastante reduzidas.

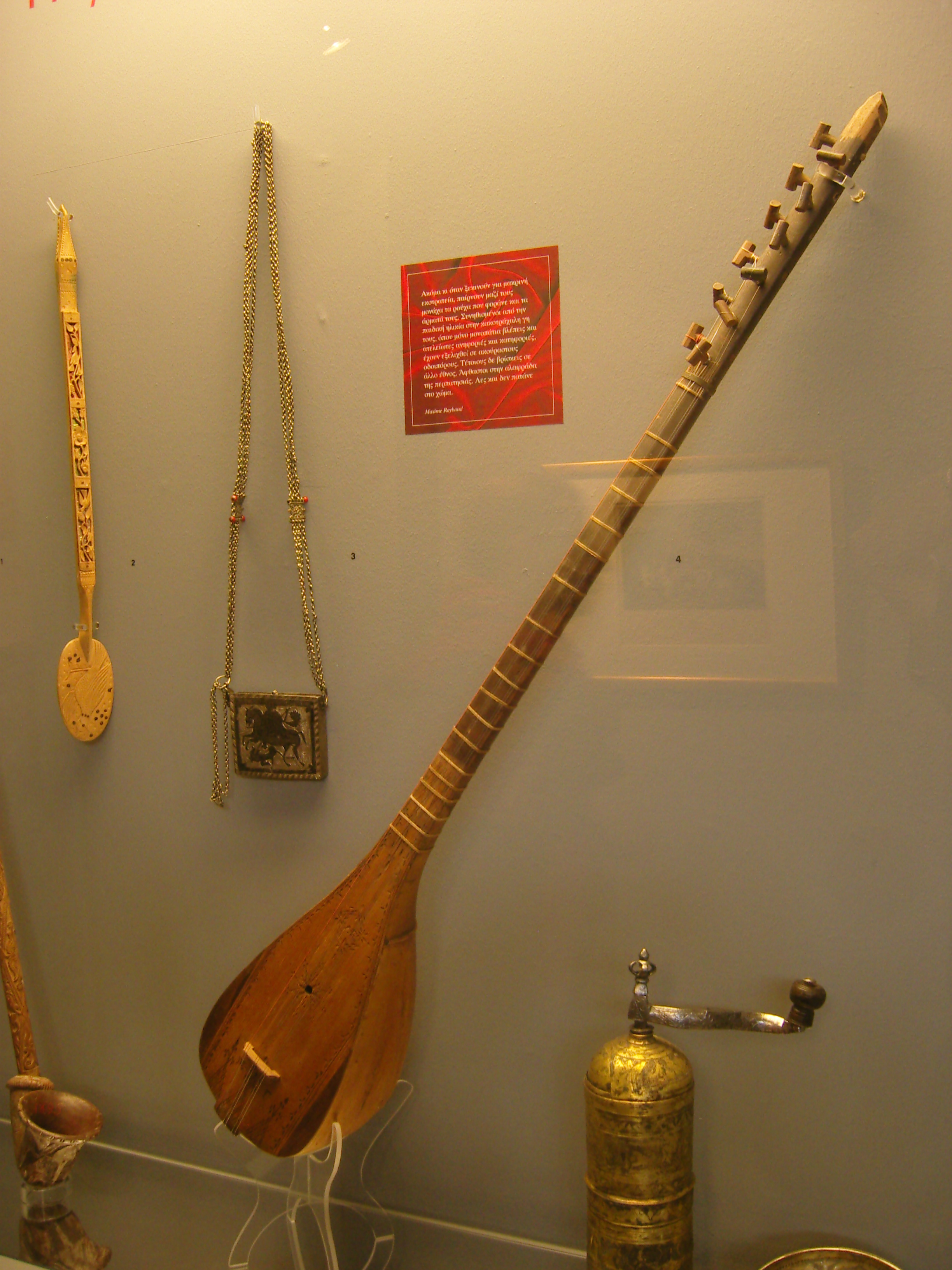
Tambourás do general Makrigiannis, da época da revolução grega (séc. XIX)

 Em sentido estrito, o tambouras é o tipo específico de alaúde de braço longo encontrado na Grécia desde, ao menos, o Período Helenístico (quando era conhecido como pandouris). Acredita-se que a designação "tambouras" seja uma transformação da palavra pandouris. No poema grego medieval Digenis Acritas o herói num dado momento toca seu tamboúri (variante da palavra tambouras). O tambourás grego caiu em desuso no final do século XIX, quando, sendo temperado e ganhando trastes, transformou-se no bouzouki. Nas últimas décadas, o tambouras vem sendo cada vez mais utilizado na Grécia por músicos interessados em pesquisar a tradição musical grega.